# Instituto de Ciencias Naturales (UNAL)

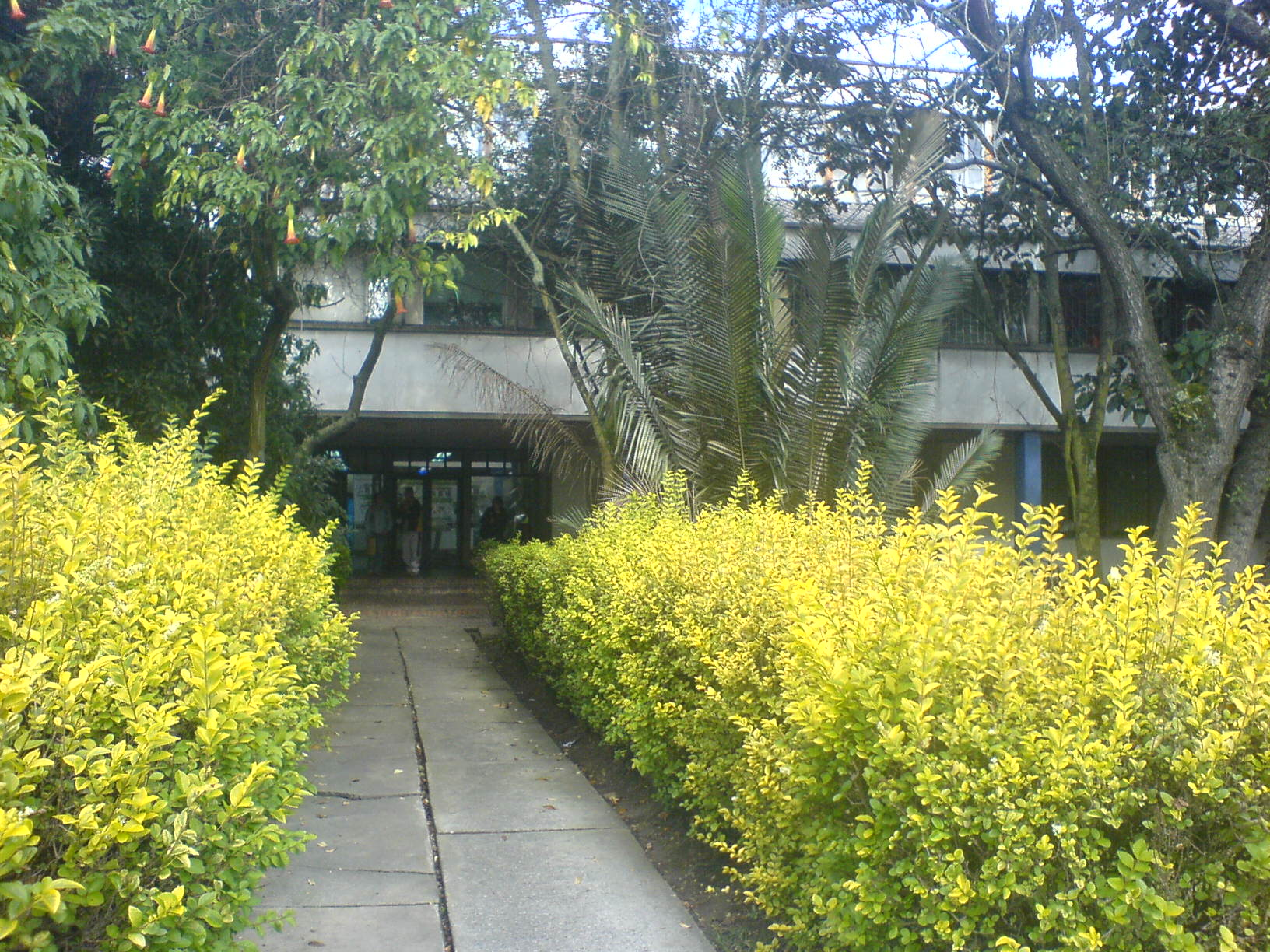
Instituto de Ciencias Naturales, Facultad de Ciencias, Ciudad Universitaria, Bogotá.

El Instituto de Ciencias Naturales (ICN) es un instituto adscrito a la Facultad de Ciencias de la Universidad Nacional de Colombia. Es considerado como uno de los más importantes de Latinoamérica, no solo por su tamaño y por su diversa colección de flora y fauna si no por la dimensión de sus investigaciones actualmente reconocidas con la categoría "A" por colciencias.

## Historia
El Instituto de Ciencias Naturales fue fundado en 1936, por el esfuerzo de Enrique Pérez Arbeláez, como Departamento de Botánica de la Universidad Nacional de Colombia; Pérez Arbeláez había rescatado las colecciones realizadas por el botánico José Jerónimo Triana para conformar el Herbario Nacional Colombiano. En sus primeros años el trabajo se enfocó hacía la colección de material biológico para el fortalecimiento de las colecciones de fauna y flora.
En 1939 cambió su nombre por el de Instituto de Botánica y en 1940 se estableció como Instituto de Ciencias Naturales, siendo su Director Armando Dugand, quien profundizó en los objetivos y cobertura institucional, adecuándolos visionariamente a los que en la actualidad se siguen, con una concepción universalista de la ciencia. Para esa época se fundó Caldasia, la revista oficial del Instituto, que ya alcanza su volumen 25.
Entre 1945 y 1946 se venía trabajando activamente en la estructuración de los programas de Flora y Fauna de Colombia que pretenden obtener la información básica sobre la identidad de las especies, sus características, su distribución geográfica, sus aplicaciones y potencialidades como recursos a explotar y conservar.
En 1967 en cooperación con la Fundación Neerlandesa para el Fomento de Estudios Tropicales, se realizaron estudios sobre las culturas pre-cerámicas y los bosques de la Cordillera Oriental colombiana. En 1977 se dio inicio al programa ECOANDES, para estudiar de manera interdisciplinaria el medio natural de los ecosistemas andinos. Se adelantaron expediciones a la Sierra Nevada de Santa Marta y las Cordilleras Central y Oriental; como resultado se han publicado varios volúmenes de la Serie Estudios en Ecosistemas Tropandinos.
Los últimos quince años se ha ampliado la injerencia del Instituto a nivel nacional y se ha buscado la producción de conocimiento a partir de las colecciones. La consolidación de sus líneas de investigación es el resultado de 70 años de experiencia y tradición durante las cuales se ha asumido el reto de generar conocimiento de excelencia sobre la biodiversidad de Colombia y su incorporación en los planes de desarrollo del país, de tal manera que se pueda responder a las necesidades apremiantes del país frente a la problemática del manejo de sus recursos naturales.
Mediante decreto n.º 1409 del 14 de julio de 1978 del gobierno nacional, le fue otorgada al Instituto de Ciencias Naturales la Cruz de Plata de la Orden de Boyacá, por su trayectoria investigativa al cumplir 40 años de labores. El Instituto ha sido reconocido por COLCIENCIAS como Centro de Excelencia en la Categoría “A” desde la década de los años 1990.

## Museo
Su colección de más de un millón de objetos, incluye piezas zoológicas, botánicas, paleontológicas, geológicas, arqueológicas y etnográficas. Posee restos de tumbas de más de 12.000 años procedentes de la sabana de Bogotá, las más antiguas de la región; una colección de mariposas de fines del siglo XVIII recolectada por José Celestino Mutis; dibujos de plantas elaborados por la Comisión Corográfica de 1852; restos prehistóricos de asentamientos humanos en el Amazonas, además de una biblioteca especializada en ciencias con libros procedentes de bibliotecas particulares de los siglos XVIII y XIX. Aunque el Instituto posee un edificio en el campus de la Universidad Nacional de Colombia, un gran porcentaje de sus colecciones son de consulta restringida a investigadores. En un espacio del vestíbulo principal, se muestra una pequeña selección de la colección.